# Микляиха (Владимирская область)
Микляиха — деревня в Кольчугинском районе Владимирской области России, входит в состав Раздольевского сельского поселения.

## География
Деревня расположена в 14 км на юго-запад от центра поселения посёлка Раздолье и в 20 км на юг от райцентра города Кольчугино.

## История
В конце XIX — начале XX века деревня входила в состав Завалинской волости Покровского уезда, с 1925 года — в составе Кольчугинской волости Александровского уезда. В 1859 году в деревне числилось 14 дворов, в 1905 году — 18 дворов, в 1926 году — 24 двора.
С 1929 года деревня входила в состав Белавкинского сельсовета Кольчугинского района, с 1940 года — в составе Завалинского сельсовета, с 2005 года — в составе Раздольевского сельского поселения.

## Население
| 1859 | 1905 | 1926 | 2002 | 2010 | 2021 |
| ---- | ---- | ---- | ---- | ---- | ---- |
| 94   | ↗118 | ↗119 | ↘4   | ↘3   | ↗5   |